# Віцько (Західнопоморське воєводство)
Віцько (пол. Wicko, нім. Vietzig) — село в Польщі, у гміні Мендзиздроє Каменського повіту Західнопоморського воєводства.
Населення — 183 особи (2011).
У 1975-1998 роках село належало до Щецинського воєводства.

## Демографія
Демографічна структура станом на 31 березня 2011 року:
|          | Загалом | Допрацездатний вік | Працездатний вік | Постпрацездатний вік |
| -------- | ------- | ------------------ | ---------------- | -------------------- |
| Чоловіки | 92      | 24                 | 64               | 4                    |
| Жінки    | 91      | 17                 | 60               | 14                   |
| Разом    | 183     | 41                 | 124              | 18                   |